# Fakro
FAKRO – polskie przedsiębiorstwo działające w branży budowlanej, zlokalizowane w Nowym Sączu w Małopolsce. Założone w 1991 roku przez Ryszarda Florka, Krystynę Florek i Krzysztofa Kronenbergera. Przedsiębiorstwo jest znaczącym producentem okien dachowych, produktów do zabudowy poddasza oraz stolarki pionowej.

## Działalność
W 2022 r. w skład Grupy FAKRO, zatrudniającej ponad 4000 pracowników, wchodziło 11 spółek produkcyjnych oraz 17 dystrybucyjnych. Produkty firmy FAKRO można było znaleźć w ponad50 krajach. Sprzedaż na eksport stanowiła 70% ogólnej sprzedaży.
Główną gałęzią produkcji firmy FAKRO są okna dachowe. Ponadto do grupy produktów należą: okna do dachów płaskich, okna pionowe, wyłazy dachowe, świetliki rurowe, akcesoria wewnętrzne i zewnętrzne do okien (żaluzje, moskitiery, rolety wewnętrzne i zewnętrzne, markizy zewnętrzne, markizy do okien fasadowych) oraz akcesoria dachowe (m.in. folie i membrany) i schody strychowe.
Własną dystrybucję firma prowadzi w Anglii, Holandii, Hiszpanii, Niemczech, Danii, Austrii, Rosji, Czechach, na Węgrzech, Ukrainie, Słowacji i Łotwie, we Włoszech i Francji oraz w USA. W pozostałych krajach współpracuje z zagranicznymi importerami, posiadając zbudowaną i silną sieć dystrybucji.
Według danych podawanych przez samą firmę ma ona 15% udziału w globalnym rynku produktów do zabudowy poddasza.
W 2023 r. firma znalazła się w pierwszej dziesiątce według liczby zgłoszeń do Europejskiego Urzędu Patentowego.

## Sponsoring
Firma FAKRO jest Oficjalnym Partnerem Reprezentacji Polski w piłce nożnej. Współpraca z Reprezentacją rozpoczęła się 17 listopada 2004 roku i trwa do dzisiaj.

## Nagrody i wyróżnienia
Za swoją działalność przedsiębiorstwo uhonorowana zostało m.in. Nagrodą Gospodarczą Prezydenta RP (w 2003 roku), godłem promocyjnym „Teraz Polska” (w 1996 roku) oraz pucharem „Wybitny polski eksporter” (w 2002 roku).